# جفری گارسیا
جفری گارسیا (انگلیسی: Jeffrey Garcia؛ زادهٔ ۳ مهٔ ۱۹۷۷) یک هنرپیشه اهل ایالات متحده آمریکا است. وی از سال ۱۹۹۵ میلادی تاکنون مشغول فعالیت بوده‌است.
از فیلم‌ها یا برنامه‌های تلویزیونی که وی در آن نقش داشته است می‌توان به رئیس مزرعه، جیمی نوترون: پسر نابغه اشاره کرد.
وی همچنین برنده جوایزی همچون جایزه آنی شده است.